# Pełni obaw
Pełni obaw – trzeci singiel Kasi Kowalskiej promujący jej album Pełna obaw.
(muz. Piotr Nalepa / sł. Kasia Kowalska)

## Lista utworów
- "Pełni obaw" (album version) //5:23

## Listy przebojów
| Notowania                          | pozycja |
| ---------------------------------- | ------- |
| Lista Przebojów Programu Trzeciego | 32      |
| Szczecińska Lista Przebojów        | 12      |